# Rakaposhi Range
Rakaposzi-Haramosz to pasmo górskie w Karakorum. Leży w dystrykcie Gilgit, w północnym Pakistanie. Otoczony jest przez lodowce Barpu i Chogo Lungma na północy, rzekę Shigar od wschodu, Indus na południu oraz rzekę Hunza od zachodu.
Dwa szczyty, które dały mu nazwę, Rakaposhi i Haramosh, to jedne z najbardziej wybitnych szczytów na świecie. Rakaposhi wznosi się stromo nad zakolem rzeki Hunza, natomiast Haramosh stoi na północnym brzegu Indusu. Wierzchołek Rakaposhi wznosi się bezpośrednio ponad korytem rzeki Hunza na ok. 6000 m, a Haramosh i Malubiting opadają ponad 4000-metrowymi ścianami na – odpowiednio – północ i zachód.
Najwyższe szczyty:
- Rakaposhi 7788 m
- Malubiting 7458 m
- Haramosh 7409 m
- Diran         7266 m